# Dopo divorzieremo
Dopo divorzieremo è un film del 1940 diretto da Nunzio Malasomma, tratto dalla commedia omonima di Alessandro De Stefani.

## Trama
Grace Peterson lavora come commessa ai Grandi Empori "Tutto per tutti" insieme a tante altre giovani ragazze. Il loro contratto di lavoro prevede anche il diritto di abitare in un appartamento messo a disposizione dalla stessa ditta: alle ragazze viene però richiesto di non sposarsi, pena il licenziamento immediato.
Grace divide il suo appartamento con Fanny Sullivan, una ragazza che non fa parte del personale dei Grandi Empori, ma lavora come cassiera in un ristorante-night club. Fanny è piuttosto brutta e per questo non viene molto considerata sul posto di lavoro.
Grace ha litigato con Mickey Wood, il suo corteggiatore segreto, e si è innamorata di Phil Golder, uno squattrinato violinista. Phil riesce a ingannare la portinaia dell'alloggio, fingendosi un tecnico dei telefoni, e a entrare nell'appartamento di Grace e Fanny. La direttrice dell'alloggio si accorge dell'inganno e Fanny è costretta a spacciarsi per la sua fidanzata per salvare Grace dal licenziamento.
A questo punto la direttrice pretende che Phil sposi Fanny, concedendo loro la possibilità di rimanere ad abitare insieme nell'appartamento di Grace. Nonostante litighi in continuazione con Phil, Fanny si accorda con Grace. Per duecento dollari accetta di sposarlo e consentirgli di vivere nel loro stesso appartamento, ma quando avrà bisogno vuole avere diritto subito al divorzio.
Presto la situazione comincia a farsi difficile. Durante il matrimonio Grace si ingelosisce, perché Phil non disdegna le attenzioni di tutte le altre ragazze che vivono nell'alloggio. Dopo il matrimonio Phil passa le sue giornate in casa senza far niente, mentre Grace e Fanny devono recarsi a lavorare.
Fanny trova un lavoro a Phil come suonatore nel night club in cui lavora e accetta anche di cambiare il suo turno per lavorare insieme a lui come cassiera di notte. Intanto Grace viene sorpresa da Helen, mentre sta baciando Phil. Helen corre subito a fare la spia alla direttrice che decide di licenziare Grace.
Tra i clienti del night club c'è una donna che si invaghisce di Phil e un uomo che corteggia Fanny, la quale ha decisamente migliorato il suo aspetto estetico. Pungolati dalla circostanza, Phil e Fanny si rendono conto di amarsi davvero. Lo confessano anche a Grace che non se la prende a male e decide di accettare l'invito del suo vecchio amore Mickey Wood a fare un viaggio con lui.

## Produzione
Il film prodotto da Nicola Naracci e Angelo Mosco per Excelsa Film fu girato per gli interni negli studi SAFA Palatino, e distribuito nelle sale dalla Minerva Film.